# Rikard Milton
Jack Rikard Milton (Uppsala, 22 giugno 1965) è un ex nuotatore svedese, vincitore della medaglia di bronzo con la staffetta 4x100 metri stile libero ai Giochi olimpici di Los Angeles 1984, nuotando solo in batteria.
Quattro anni dopo, in occasione di Seul 1988, venne nuovamente schierato nella 4x100 sia in batteria che in finale, chiudendo al quinto posto.

## Palmarès
- Giochi olimpici

Los Angeles 1984: bronzo nella staffetta 4x100 metri stile libero.